# Anoura
Anoura là một chi động vật có vú trong họ Dơi mũi lá, bộ Dơi. Chi này được Gray miêu tả năm 1838. Loài điển hình của chi này là Anoura geoffroyi Gray, 1838.

## Hình ảnh

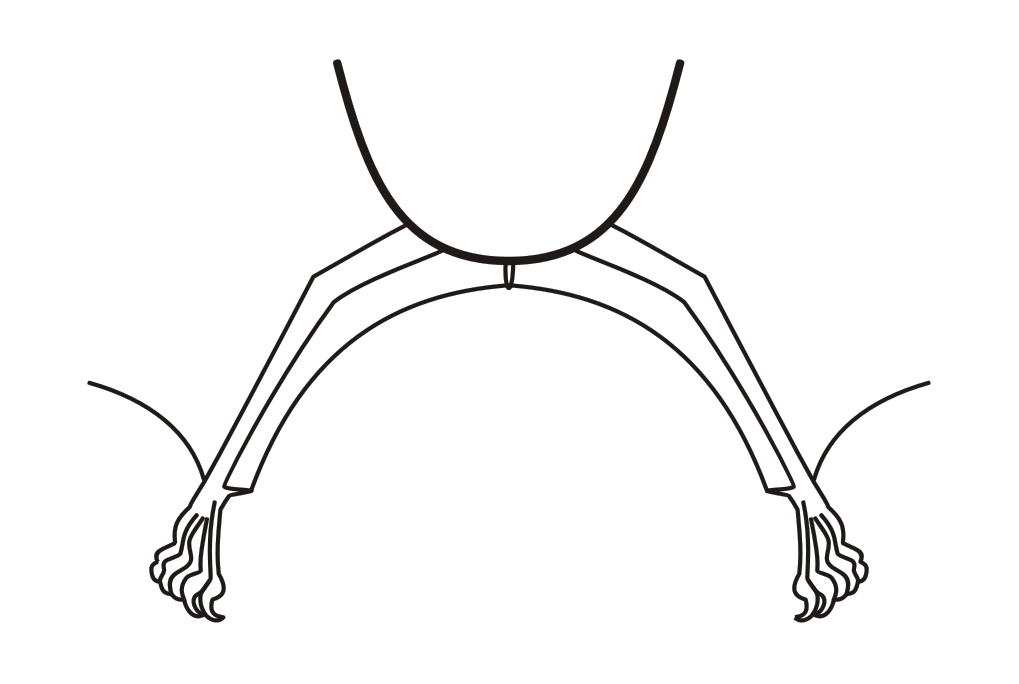

## Các loài
Chi này gồm các loài: